# Dangerous Games
Dangerous Games es el tercer álbum de la banda de heavy metal Alcatrazz, publicado en 1986 por EMI, cuenta con la participación del guitarrista Danny Johnson (Ex-Alice Cooper) que sustituyó al anterior guitarrista Steve Vai, el trabajo se destaca por dejar de lado el sonido de la guitarra y por centrarse más en los sintetizadores

## Canciones
1. "It's My Life" (Carl D'Errico, Roger Atkins) - 4:10
2. "Undercover" (Danny Johnson, Jimmy Waldo, Jo Eime, Graham Bonnet) - 3:41
3. "That Ain't Nothin'" (Johnson, Waldo, Eime, Bonnet, Gary Shea, Jan Uvena) - 3:53
4. "No Imagination" (Eime, Bonnet) - 3:16
5. "Ohayo Tokyo" (Eime, Bonnet) - 2:59
6. "Dangerous Games" (Johnson) - 3:26
7. "Blue Boar" (Johnson, Waldo, Eime, Bonnet) - 3:14
8. "Only One Woman" (Barry Gibb, Maurice Gibb, Robin Gibb) - 3:43
9. "The Witchwood" (Johnson, Waldo, Eime, Bonnet) - 4:00
10. "Double Man" (Johnson, Waldo, Eime, Bonnet, Shea, Uvena) - 4:30
11. "Night Of The Shooting Star" (Eime, Bonnet) - 1:04

## Personal
- Graham Bonnet - Voz
- Danny Johnson - Guitarra y coros
- Gary Shea - Bajo
- Jan Uvena - Batería
- Jimmy Waldo - Teclados
- Richie Podolor - Producción
- Wendy Dio - Mánager